# Hermonthis
Hermonthis var grekernas namn på det i Övre Egypten belägna Per-Monthu (Montus hus), dagens Armant.
Hermonthis var hemort för guden Mont, åt vilken tjuren Buchis var helgad. En brittisk expedition 1928-29 lyckades hitta tjurarnas gravar.